# Массовые беспорядки в Таиланде (2009)
Беспорядки в Таиланде длились с 8 по 13 апреля 2009 года, в основном они происходили в центре Бангкока. Протестующие, сторонники бывшего премьер-министра Таиланда Таксина Чиннавата, требовали отставки правительства, что привело к крупным столкновениям с полицией и вооружёнными силами, гибели 2 и ранению более сотни человек. Являются одним из проявлений Политического кризиса в Таиланде (2008—2010).

## Предыстория
В 2006 году в результате военного переворота был смещён премьер-министр Таиланда Таксин Чиннават, которого многие городские жители обвиняли в коррупции. В декабре 2007 года на выборах победила партия «Паланг Прачачхон» («Партия народной власти») во главе с Самаком Сунтхараветом, плотно связанная с Таксином. Её противником выступила монархистская организация «Народный союз за демократию» (т. н. «жёлтые рубашки»), выступающая против Таксина и парламентской демократии. Они организовывали продолжительные протесты, усилившиеся летом 2008 года, которые в итоге привели к отставке Самака в сентябре того года. Тем не менее, у власти остались сторонники Таксина. «Жёлтые рубашки» продолжили давление на правительство при поддержке военных и судебной власти, и в декабре премьер-министром Таиланда был избран Апхисит Ветчачива, лидер Демократической партии и противник Таксина.
В конце февраля 2009 года в столице начались протесты т. н. «красных маек» — сторонников Объединённого фронта за демократию против диктатуры и Таксина. В конце марта более 20 тыс. человек расположились у здания правительства и потребовали его отставки и перевыборов.

## Ход беспорядков
В апреле во время празднования сонгкрана (тайского нового года) «красные рубашки» перекрыли некоторые улицы машинами и автобусами.
7 апреля протестующие напали на кортеж премьер-министра, возвращавшегося с заседания в Паттае.
8 апреля 100 тысяч человек вновь окружили здание правительства и ворвались в здание Министерства внутренних дел. В это время находящийся за рубежом Таксин публиковал видео, в которых призывал к «народной революции». Протестующие требовали отставки правительства и лиц, причастных к перевороту 2006 года. К 11 апрелю беспорядки распространились на 29 провинций страны.
11 апреля в курортном городе Паттайя должен был пройти 4-й саммит АСЕАН, однако массовые акции протеста таиландской оппозиции сорвали его. Протестующие захватили гостиницу, в которой должна была проходить встреча, и участников саммита пришлось эвакуировать на вертолёте, а многие мероприятия — отложить (в итоге саммит провели в следующем году в городе Хуахин). В городе происходили столкновения «красных» и «жёлтых рубашек».
11 апреля правительство ввело в Паттайе и всей провинции Чонбури режим чрезвычайного положения. 12 апреля чрезвычайное положение было введено в Бангкоке и окружающих провинциях. На столичных улицах начались столкновения протестующих и армии. Противники правительства жгли покрышки и автобусы, применяли коктейли Молотова и огнестрельное оружие. Войска оттесняли толпу, используя слезоточивый газ и оружие, в некоторых случаях стреляя прямо в толпу. В ходе столкновений премьер-министр Ветчачив был ранен в руку. 13 апреля армия окончательно подавила беспорядки.

## Итоги
По сообщениям прессы, в ходе беспорядков погибло 2 и ранено сотни человек (или 117, согласно министерству здравоохранения — пострадало как минимум 123 человека). В ответ на беспорядки власти выдали ордер на арест Таксина и 13 участников протестов.